# Numeració tailandesa
La numeració tailandesa és la tradicional a Tailàndia. Es fan servir unes xifres especials tot i que les xifres més usades al món que són les àrabo-índies són també les més corrents a Tailàndia actualment.
| Xifres tailandeses | Escriptura tailandesa | Fonètica | Valor |
| ------------------ | --------------------- | -------- | ----- |
| ๐                  | ศูนย์                   | soon     | 0     |
| ๑                  | หนึ่ง                   | neung    | 1     |
| ๒                  | สอง                   | song     | 2     |
| ๓                  | สาม                   | saam     | 3     |
| ๔                  | สี่                     | see      | 4     |
| ๕                  | ห้า                    | haa      | 5     |
| ๖                  | หก                    | hok      | 6     |
| ๗                  | เจ็ด                   | jet      | 7     |
| ๘                  | แปด                   | paet     | 8     |
| ๙                  | เก้า                   | gao      | 9     |

## De deu a un milió
La base és 10. El nombre u seguint un múltiple de 10 passa a ser et. Els nombres de vint a vint-i-nou comencen per yee sip.
| Xifres tailandeses | Escriptura tailandesa | Fonètica | Valor     |
| ------------------ | --------------------- | -------- | --------- |
| ๑๐                 | สิบ                    | sip      | 10        |
| ๑๑                 | สิบเอ็ด                 | sip et   | 11        |
| ๒๐                 | ยี่สิบ                   | yee sip  | 20        |
| ๑๐๐                | ร้อย                   | roy      | 100       |
| ๑,๐๐๐              | พัน                    | phan     | 1000      |
| ๑๐,๐๐๐             | หมื่น                   | meun     | 10 000    |
| ๑๐๐,๐๐๐            | แสน                   | saen     | 100 000   |
| ๑,๐๐๐,๐๐๐          | ล้าน                   | laan     | 1 000 000 |

Per exemple cent trenta-dos (๑๓๒) es diu neung roy saam sip song. Les paraules roy, phan, etc. no es fan mai servir sense que les precedeixi una xifra. Cent per exemple es diu neung roy i no pas roy.

## Més enllà del milió
En aquest cas es fa servir el prefix laan com multiplicador. per exemple, deu milions es diu sip laan, i mil millards (1012) es diu laan laan.